# Snakehead Terror
Der Horrorfilm Snakehead Terror (Alternativtitel: Snakehead – Der Schrecken aus dem See) wurde 2004 unter der Regie von Paul Ziller produziert. Der Film wurde in Deutschland ab dem 13. Juni 2005 auf DVD vermarktet.

## Handlung
Der Film spielt in der Nähe des Sees der Kleinstadt Cultus, die gerade eine wirtschaftliche Krise erlebt. Der Sheriff Patrick James wird benachrichtigt, dass am Ufer ein Tierkadaver aufgefunden wurde. Später werden verstümmelte Leichen entdeckt. Es zeigt sich, dass im See mutierte Fische leben, die sich durch menschliche Wachstumshormone extrem vermehrt haben und sogar die Größe eines Wals erreichen können. Diese Snakeheads greifen die Tiere und Menschen – sogar am Land – an. 
James bittet die Behörden um Hilfe, Unterstützung leistet ihm die Biologin Lori Dale. Dale und James retten die angegriffene Tochter des Sheriffs, die ihren bei einem Wettschwimmen getöteten Freund rächen wollte, aber selber in Gefahr geriet. Die Mutanten werden schließlich mit Starkstrom, der ins Wasser geleitet wird, getötet.

## Hintergrund
Gedreht wurde der Streifen am Cultus Lake (in British Columbia) und in Vancouver.

## Kritiken
Der film-dienst beschrieb den Film als „Wiederkehr des Tierhorrors der 1980er-Jahre“.